# فوزی شاوشی
فوزی شاوشی (انگلیسی: Faouzi Chaouchi؛ زادهٔ ۵ دسامبر ۱۹۸۴) یک بازیکن فوتبال اهل الجزایر است.